# Alfred Mazure
Alfred Leonardus Mazure (* 8. September 1914 in Nijmegen; † 16. Februar 1974 in London) war ein niederländischer Autor und Comiczeichner.

## Leben und Werk
Seinen ersten Comic veröffentlichte Mazure, der keinerlei zeichnerische oder künstlerische Ausbildung erhalten hatte, im Jahr 1932 in den niederländischen Zeitungen Nieuwe Utrechtse Courant und De Prins. In den Folgejahren bereiste er den Balkan und Afrika und nahm erst nach seiner Rückkehr in die Niederlande im Jahr 1938 die Zusammenarbeit mit De Prins wieder auf. Die von ihm unter dem Pseudonym Maz gezeichnete Reihe Dick Bos, die zuerst im Jahr 1940 in De Prins erschien, war ein großer kommerzieller Erfolg, Grundlage für mehrere Zeichentrick- und Spielfilme und wurde in diverse Sprachen übersetzt. Nachdem Mazure der Aufforderung der deutschen Besatzungsmacht, dass Dick Bos sich zum Faschismus bekennen solle, nicht nachgekommen war, wurde die Reihe eingestellt und konnte erst nach dem Zweiten Weltkrieg fortgesetzt werden.
Im Jahr 1946 übersiedelte Mazure nach England und war dort für verschiedene Zeitungen und Zeitschriften tätig. Für den britischen Markt zeichnete Mazure etliche Reihen und Strips, beispielsweise von 1954 an den im Daily Mirror erschienenen daily strip Romeo Brown, den er im Jahr 1957 an Jim Holdaway abgab. Jane, daughter of Jane erschien zwischen 1961 und 1963 ebenfalls im Daily Mirror. Neben seiner zeichnerischen Tätigkeit verfasste Mazure über 20 Romane und mehrere satirische Bücher.